# Badvanđin
Osem kosov brokata ali badvanđin  (poenostavljeno kitajsko: 八段锦气功; tradicionalno kitajsko: 八段錦氣功; pinjin: Bāduànjǐn qìgōng; Wade–Giles: Pa tuan chin) je ena od najbolj poznanih oblik čigunga. Osem kosov brokata spada tudi na področje tradicionalne kitajske medicine. Predstavljajo namreč obliko medicinskega čigunga.

## Zgodovina
Delo Šjudžen ši-šu (pinjin: Xiuzhen shi-shu) iz okrog leta 1300 zatrjuje, da sta badvanđin ustvarila dva izmed »osmih nesmrtnikov« in sicer Džungli Čvan (pinjin: Zhongli Quan) in Li Dungbin (pinjin: Lü Dongbin). V kasnejših virih iz 19. stoletja pa najdemo trditev, da je badvanđin ustvaril general Jue Fei (pinjin: Yue Fei),  da bi okrepil telesno moč in vzdržljivost svojih vojakov.
Čeprav nekateri domnevajo, da naj bi se Osem kosov brokata razvilo iz Dvanajstih kosov brokata (eždvanđin; pinjin: erduanjin), so sodobne raziskave pokazale, da se je zgodilo ravno obratno, in da je Dvanajst kosov brokata v resnici nastalo šele kasneje, prvič pa je ta razširjena vaja omenjena šele v letu 1882. Ba dvan džin je bil nasprotno omenjen že v enciklopedijah iz časa dinastije Sung, pri čemer delo Dao ši (pinjin: Dao shi; ca. 1150) teh osem vaj predstavlja v arhaični obliki. V delu Šju džen ši-šu iz okrog leta 1300 pa najdemo tudi upodobitev vseh osmih položajev oziroma vaj.

## Načini vadbe
Obstajajo različni načini vadbe Osmih kosov brokata: 
- vadba številnih različic,[8] pri čemer je najpomembnejši kriterij za delitev vaj badvanđina v tem, ali gre za stoječe ali za sedeče položaje.[9]
- upoštevanje smeri neba: osem vaj ba dvan džina ustreza osmim smerem neba in principu Bagva. Če želimo stoječo obliko Osmih kosov brokata vaditi glede na magnetne smeri neba, se s prednjim delom telesa obrnemo v predpisano smer pri posamezni vaji.[10]

### Stoječa vadba
Vsakega od položajev naj bi vadili v vsaj šestih ali osmih ponovitvah, kasneje pa v okrog štiriindvajsetih. Paziti moramo, da vadimo pravilno zaporedje položajev. Običajna imena posameznih položajev so:
- Prvi položaj: Obe roki podpirata nebo; Dvig obeh rok k nebu
- Drugi položaj: Ustreli orla/sokola/jasteba z namišljenim lokom
- Tretji položaj: Loči nebo in zemljo
- Četrti položaj: Krava gleda nazaj v Luno; Nočni modrec pogleda nazaj
- Peti položaj: Nagni glavo in stresi rep; Ohladi odvečno vročino s spustom glave in zibanjem bokov
- Šesti položaj: Okrepi ledvice in ledja s prepogibom naprej in dotikanjem prstov; Roki se dotikata stopal za okrepitev ledvic in pasu
- Sedmi položaj:Posnemanje udarca s pestjo; Stisni pesti in srepo poglej
- Osmi položaj: Dvigovanje na prstih; Preženi bolezen s tresenjem telesa

- 1. Obe roki podpirata nebo
- 2. Ustreli orla z namišljenim lokom
- 3: Loči nebo in zemljo
- 4. Krava gleda nazaj v Luno
- 5. Ohladi odvečno vročino s spustom glave in zibanjem bokov
- 6. Roki se dotikata stopal za okrepitev ledvic in pasu
- 7. Posnemanje udarca s pestjo
- 8. Dvigovanje na prstih

## Učinki na zdravje
Osem kosov brokata naj bi imelo številne zdravilne učinke. Ker obstaja več različic teh vaj, se učinki od posameznega primera do posameznega primera lahko med seboj razlikujejo. V glavnem pa so sledeči:
|                                              | Prvi položaj         | Drugi položaj  | Tretji položaj     | Četrti položaj | Peti položaj | Šesti položaj            | Sedmi položaj | Osmi položaj |
| -------------------------------------------- | -------------------- | -------------- | ------------------ | -------------- | ------------ | ------------------------ | ------------- | ------------ |
| Vpliv na telo                                | pljuča, debelo črevo | ledvica, mehur | vranica, prebavila | jetra, oči     | jetra        | spolni organi, prebavila | prebava       | hrbtenica    |
| Bagva                                        | ☰ (乾 čjan)          | ☵ (坎 kan)     | ☶ (艮 gen)         | ☳ (震 džen)    | ☴ (巽 šin)   | ☲ (離 lí)                | ☷ (坤 kun)    | ☱ (兌 dvi)   |
| Smer prednjega dela telesa med stoječo vadbo | severozahod          | sever          | severovzhod        | vzhod          | jugovzhod    | jug                      | jugozahod     | zahod        |

Čeprav naj bi ba dvan džin običajno imel ugodne učinke na zdravje ljudi, pa se že v drugi polovici 12. stoletja pojavijo tudi vesti o tem, da lahko vadba badvanđina v nekaterih primerih povzroči predčasno smrt."